# Campeonato Tocantinense 2020
In 2020 werd het 28ste Campeonato Tocantinense gespeeld voor voetbalclubs uit de Braziliaanse staat Tocantins. De competitie werd georganiseerd door de FTF en werd gespeeld van 25 januari 2020 tot 14 februari 2021. Door de coronacrisis in Brazilië werd de competitie stilgelegd op 18 maart, toen de heenwedstrijden van de tweede fase al gespeeld waren. De competitie werd pas op 25 januari 2021 weer hervat. Palmas werd kampioen.

## Eerste fase
| Plaats | Club             | Wed. | W | G | V | Saldo | Ptn. |
| ------ | ---------------- | ---- | - | - | - | ----- | ---- |
| 1.     | Palmas           | 7    | 6 | 1 | 0 | 18:3  | 19   |
| 2.     | Interporto       | 7    | 5 | 1 | 1 | 20:5  | 16   |
| 3.     | Tocantinópolis   | 7    | 4 | 1 | 2 | 11:9  | 13   |
| 4.     | Araguacema       | 7    | 3 | 2 | 2 | 12:8  | 11   |
| 5.     | Capital          | 7    | 2 | 0 | 5 | 6:13  | 6    |
| 6.     | Nova Conquista   | 7    | 1 | 3 | 3 | 4:11  | 6    |
| 7.     | Sparta           | 7    | 1 | 1 | 5 | 4:9   | 4    |
| 8.     | Atlético Cerrado | 7    | 1 | 1 | 5 | 4:21  | 4    |

|  | Gekwalificeerd voor tweede fase |
|  | Degradatie                      |

## Tweede fase
In geval van gelijkspel worden strafschoppen genomen, tussen haakjes weergegeven. 
|  | halve finale   | halve finale | halve finale | halve finale |  |                | finale | finale | finale | finale |
|  |                |              |              |              |  |                |        |        |        |        |
|  |                |              |              |              |  |                |        |        |        |        |
|  | Araguacema     | 0            | 0            | 0            |  |                |        |        |        |        |
|  | Palmas         | 1            | 0            | 1            |  |                |        |        |        |        |
|  |                |              |              |              |  | Palmas         | 3      | 1      | 4      |        |
|  |                |              |              |              |  | Tocantinópolis | 3      | 0      | 3      |        |
|  | Tocantinópolis | 0            | 2            | 2 (4)        |  |                |        |        |        |        |
|  | Interporto     | 0            | 2            | 2 (2)        |  |                |        |        |        |        |

### Kampioen
| Campeonato Tocantinense de 2020 |
| Tocantins                       |
| ------------------------------- |
| PALMAS Kampioen (8° titel)      |